# Torre Caligo
La torre Caligo (o torre del Caligo) era un antico fortilizio che sorgeva nell'attuale comune di Jesolo; si trovava ad ovest del capoluogo, sulle rive del canale Caligo, il quale si dirama poco prima dal Sile. Ne resta oggi solo il basamento.
Ha origini altomedievali (gli Annali Camaldolesi ne collocano l'edificazione nel 930) ma fu probabilmente realizzata su un precedente edificio di epoca imperiale. Certamente è romano il materiale utilizzato: conci di pietra alla base e quindi corsi di mattoni.
Le mappe antiche indicano inoltre una seconda torre omonima, situata a sud ovest, verso la foce del canale (località Lio Maggiore). A questa si aggiungeva una serie di altre costruzioni simili che si collocavano lungo il canale Revedoli, le quali tuttavia risultano già scomparse nel XVI secolo.
Il sistema difensivo serviva a sorvegliare una zona strategica, controllando i canali diretti in laguna e la campagna coltivata dei dintorni. Questa torre funzionò soprattutto come pedaggio: per il Caligo, infatti, passava un ingente traffico commerciale (legname) mettendo in comunicazione il Piave con la Laguna Veneta e Venezia.
Tuttavia, con l'apertura delle Porte del Cavallino (fine del XVII secolo), i traffici furono spostati più a sud e la torre rimase inutilizzata. Una mappa del 1713 la rappresenta ancora integra, ma è probabile che negli anni successivi venisse smantellata per reimpiegarne i materiali da costruzione.
Attorno alla costruzione sorgevano anche alcuni edifici sacri. Secondo una tradizione, nei pressi della fortezza sorgeva un monastero che avrebbe ospitato San Romualdo (si riferiscono a questo episodio i semplici rilievi, di origine piuttosto recente, alla destra dell'ingresso). Nel 1551 è però documentato un oratorio dedicato a San Pietro frequentato dagli abitanti del luogo. La torre stessa rappresentò un luogo devozionale, come dimostrano alcuni elementi (croci, probabili resti di un altare, un tabernacolo). Nel 1927, infine, fu collocata sulla parete più alta una croce in ferro proveniente dalla vecchia chiesa di San Donà, distrutta durante la grande guerra.
Durante la grande guerra i soldati italiani che combattevano lungo il fronte del Piave vi allestirono un deposito di munizioni.
I resti costituiscono un sito archeologico tutelato in base al d. lgs. 42/2004.